# Eksodus
Eksodus (von lateinisch exodus für „Auszug“) ist das siebte Soloalbum des deutschen Rappers Eko Fresh. Es erschien am 23. August 2013 über das zu Sony Music gehörende Label Seven Days Music als Standard-Edition und Limited Fanbox, exklusiv auf Amazon, inklusive DVD, Instrumentals, Trikot und Poster. Das Album enthält eine Solo-CD sowie eine Feature-CD mit Gastbeiträgen verschiedener nationaler und internationaler Rapper.

## Produktion
Die Musik des Albums wurden von neun verschiedenen Produzenten produziert. Mit 16 Instrumentals stammen die meisten von Phat Crispy, der bei sieben dieser Produktionen mit Ear2ThaBeat zusammenarbeitete. Weitere sieben Produktionen steuerte Isy B bei und Streetcinema sowie Serious Sam produzierten je drei Stücke. Zudem stammt jeweils ein Instrumental von Joshimixu, Rocdabeat (NGU Records), Reaf und Baloko.

## Covergestaltung
Das Albumcover ist an das Cover des Tonträgers Dangerous von Michael Jackson angelehnt. Es ist ein gemaltes Bild von Eko Freshs Gesicht, das von vielen verschiedenen Personen und Dingen, die in Zusammenhang mit der Karriere von Eko Fresh stehen, umgeben ist. Darunter befinden sich der Türkische Halbmond, das Wappen seiner Geburtsstadt Köln ein grüner Opel Commodore, mit dem der Großvater des Künstlers aus der Türkei nach Deutschland gefahren sein soll. Darüber hinaus wird eine Boombox, Kassetten der US-amerikanischen Rapgruppen N.W.A und Diggin’ in the Crates sowie der Rapper Big Pun und Canibus und das Deutschrap-Onlineformat Halt die Fresse. Neben den verstorbenen Hip-Hop Größen Tupac Shakur und The Notorious B.I.G. ist außerdem Ekos eigene Köpfhörer-Kollektion Eko Beats und sein ehemaliger Tour-Sponsor, die Modefirma Eckō Unlimited auf dem Cover vertreten. Dasselbe gilt für die Wrestler Hulk Hogan und Doink. Eko Fresh gilt als bekennender Wrestling-Fan und trat zeitweilig für die deutsche Promotion German Stampede Wrestling auf. Ebenso enthält das Cover Anspielungen auf die TV-Formate Das perfekte Promi-Dinner, der Der V.I.P. Hundeprofi sowie die TV total Autoball-WM und Wok-WM, an denen Eko teilnahm, sowie seine vorherigen Veröffentlichungen Jetzt kommen wir auf die Sachen, Drück auf Play, König von Deutschland, L.O.V.E. und Jetzt kommen wir wieder auf die Sachen. Gleiches gilt für den Sänger Nino de Angelo, mit dem Eko 2011 eine Neuauflage von dessen Single Jenseits von Eden veröffentlichte. Weitere abgebildete musikalische Weggefährten Ekos sind die zwischenzeitlich mit Eko liierte Sängerin Valezka, die Rapper Kool Savas, Bushido und Azad, der ehemalige BMG-Chef Thomas M. Stein sowie die Sängerin Yvonne Catterfeld, für die Eko Fresh gemeinsam mit Dieter Bohlen den Text für den Nummer-eins-Hit Du hast mein Herz gebrochen schrieb. Mit der bei 16bars.de sowie 98.8 Kiss FM beschäftigten Moderatorin Visa Vie, Tobias Kargoll von der Website Hiphop.de und dem Backspin-Chefredakteur Niko Hüls sind zudem Vertreter der deutschen Rapszene-Medien auf dem Cover illustriert.

## Gastbeiträge
Auf der Solo-CD sind lediglich die beiden deutschen Sänger Julian Williams beziehungsweise Ado Kojo zu hören, die die Refrains der Lieder Guten Morgen und Schöner Tag singen. Zudem ist der deutsche Rapper Trooper Da Don auf dem Trooper Skit vertreten.
Die 12 beziehungsweise 13 Songs der Feature-CD enthalten eine Reihe von Gastbeiträgen verschiedener nationaler und internationaler Rapper. Darunter sind sowohl Künstler, die aus dem Umfeld von Eko Freshs Label German Dream stammen (Farid Bang, Summer Cem, Capkekz), als auch einige überraschende Gäste (Caput, Azad, Ferris MC). Weitere deutsche Rapper, die Gastauftritte haben, sind Bushido, Pillath, SSIO, Serc, Brutos Brutaloz, Serious Sam, Massiv, Frauenarzt, MoTrip, Ali As, Shindy, Jeyz, Tatwaffe, Elmo, Sinan-G, Atesh, Maskoe, Separate, Sülo der Boss, Pappa Landliebe, ShimmyMC und Timeless. Außerdem sind verschiedene US-amerikanische Künstler auf dem Album vertreten: Nine, Cassidy, Cuban Link, Krayzie Bone, Lil Eazy-E und Hussein Fatal.

## Titelliste
Solo-CD
| #  | Titel                  | Gastmusiker     | Produzent                   | Länge |
| -- | ---------------------- | --------------- | --------------------------- | ----- |
| 1  | Intro                  |                 | Ear2ThaBeat und Phat Crispy | 1:20  |
| 2  | Jetzt bin ich dran     |                 | Isy B                       | 4:42  |
| 3  | Der letzte Überlebende |                 | Ear2ThaBeat und Phat Crispy | 3:36  |
| 4  | Drück auf Play         |                 | Reaf                        | 3:33  |
| 5  | 101 Bars               |                 | Phat Crispy                 | 5:30  |
| 6  | Der wahre Weg          |                 | Isy B                       | 3:47  |
| 7  | E.K.O.                 |                 | Phat Crispy                 | 3:04  |
| 8  | Läuft / Reicht         |                 | Isy B                       | 4:08  |
| 9  | Abgabe Skit            |                 | Phat Crispy                 | 1:38  |
| 10 | 3 in 1                 |                 | Joshimixu                   | 3:58  |
| 11 | Quotentürke            |                 | Ear2ThaBeat und Phat Crispy | 3:11  |
| 12 | Trooper Skit           | Trooper Da Don  | Phat Crispy                 | 0:28  |
| 13 | Guten Morgen           | Julian Williams | Isy B                       | 3:09  |
| 14 | Yoah                   |                 | Phat Crispy                 | 3:18  |
| 15 | Kein Plan              |                 | Serious Sam                 | 3:23  |
| 16 | Schöner Tag            | Ado Kojo        | Serious Sam                 | 3:37  |
| 17 | Meine Krone            |                 | Streetcinema                | 3:57  |
| 18 | Money on My Mind       |                 | Streetcinema                | 3:58  |
| 19 | Ek to the Future       |                 | Phat Crispy                 | 3:37  |
| 20 | Raptutorial 2          |                 | Isy B                       | 3:38  |
| 21 | Alte Zeit              |                 | Isy B                       | 3:54  |

Bonus-Song der iTunes-Edition:
| #  | Titel             | Gastmusiker | Produzent | Länge |
| -- | ----------------- | ----------- | --------- | ----- |
| 22 | Nordrheinwestside |             |           | 4:21  |

Feature-CD
| #  | Titel                                      | Gastmusiker                                 | Produzent                   | Länge |
| -- | ------------------------------------------ | ------------------------------------------- | --------------------------- | ----- |
| 1  | Der blutige Pfad 2                         | Farid Bang                                  | Phat Crispy                 | 3:22  |
| 2  | Freakshow                                  | Ferris MC und Nine                          | Ear2ThaBeat und Phat Crispy | 3:54  |
| 3  | Tango & Cash                               | Bushido                                     | Ear2ThaBeat und Phat Crispy | 3:42  |
| 4  | Feuer & Flamme                             | Azad                                        | Streetcinema                | 3:19  |
| 5  | Mein Kleiderschrank                        | Pillath und Cassidy                         | Phat Crispy                 | 3:27  |
| 6  | Pelikan flieg                              | SSIO und Cuban Link                         | Phat Crispy                 | 3:42  |
| 7  | Hier verliert nur der der sich nicht wehrt | Caput                                       | Baloko                      | 3:46  |
| 8  | Echos in My Head                           | Krayzie Bone, Summer Cem, Serc und Ado Kojo | Rocdabeat (NGU Records)     | 3:24  |
| 9  | Freund oder Feind                          | Lil Eazy-E, Brutos Brutaloz und Serious Sam | Serious Sam                 | 3:22  |
| 10 | Rapper wissen nicht wer sie sind           | Massiv und Hussein Fatal                    | Isy B                       | 4:10  |
| 11 | Ich bin im Reinen mit mir                  | Frauenarzt und Capkekz                      | Ear2ThaBeat und Phat Crispy | 3:48  |
| 12 | Gangsta Squad                              | MoTrip, Ali As, Shindy, Jeyz und Tatwaffe   | Ear2ThaBeat und Phat Crispy | 4:35  |

Bonus-Song der Amazon-Edition:
| #  | Titel    | Gastmusiker                                                        | Produzent | Länge |
| -- | -------- | ------------------------------------------------------------------ | --------- | ----- |
| 13 | Aufstand | Elmo, Sinan-G, Atesh, Maskoe, Separate, Ado Kojo und Sülo der Boss |           | 6:08  |

Bonus-Song der iTunes-Edition:
| #  | Titel    | Gastmusiker                            | Produzent | Länge |
| -- | -------- | -------------------------------------- | --------- | ----- |
| 13 | Kopffick | Pappa Landliebe, ShimmyMC und Timeless |           | 5:15  |

## Chartplatzierungen und Singles
Eksodus stieg in der 37. Kalenderwoche des Jahres 2013 auf Platz 1 in die deutschen Albumcharts ein, was für den Rapper die erste Spitzenposition seiner Karriere darstellt. Der Tonträger hielt sich vier Wochen in den Top 100 und verkaufte nach Angaben von Eko Fresh bis Sommer 2014 etwa 50.000 Mal.
Die einzige Single Guten Morgen wurde am 9. August 2013 zum Download veröffentlicht. Das Lied stieg für eine Woche auf Platz 57 in die deutschen Charts ein. Neben dem Video zur Single erschienen auch Musikvideos zu den Songs 101 Bars, Quotentürke und 3 in 1 sowie in der Halt die Fresse-Reihe zu Jetzt bin ich dran. Quotentürke erreichte aufgrund hoher Downloadzahlen Platz 56 der deutschen Charts und hielt sich zwei Wochen in den Top 100. Zudem wurden Musikvideos zu den Liedern Echos in My Head und Ich bin im Reinen mit mir am 28. September bzw. 3. Oktober 2013 veröffentlicht.

## Rezeption
| Professionelle Bewertungen | Professionelle Bewertungen |
| -------------------------- | -------------------------- |
| Kritiken                   |                            |
| Quelle                     | Bewertung                  |
| laut.de                    | [ 5 ]                      |
| rap.de                     | [ 6 ]                      |
| Hiphop.de                  | [ 7 ]                      |
| rappers.in                 | [ 8 ]                      |

Dani Fromm von der Internetseite laut.de bewertete Eksodus mit vier von möglichen fünf Punkten. Sie bezeichnet das Album als „ein rundum rundes Werk, das Ekrem Boras unglaubliches Talent nicht nur ahnen lässt, sondern endlich einmal voll zum Strahlen bringt.“ Es sei ein „zeitloses Album, das sich von der Tyrannei der ständig wechselnden Trends komplett frei gemacht hat.“ Die Produktion sei ebenfalls gelungen, da „Phat Crispy allzeit den passenden Beat aus dem Hut zieht“. Lediglich auf ein paar Gäste bei der Feature-CD hätte Eko Fresh verzichten können.